# Rebecca Lenhard

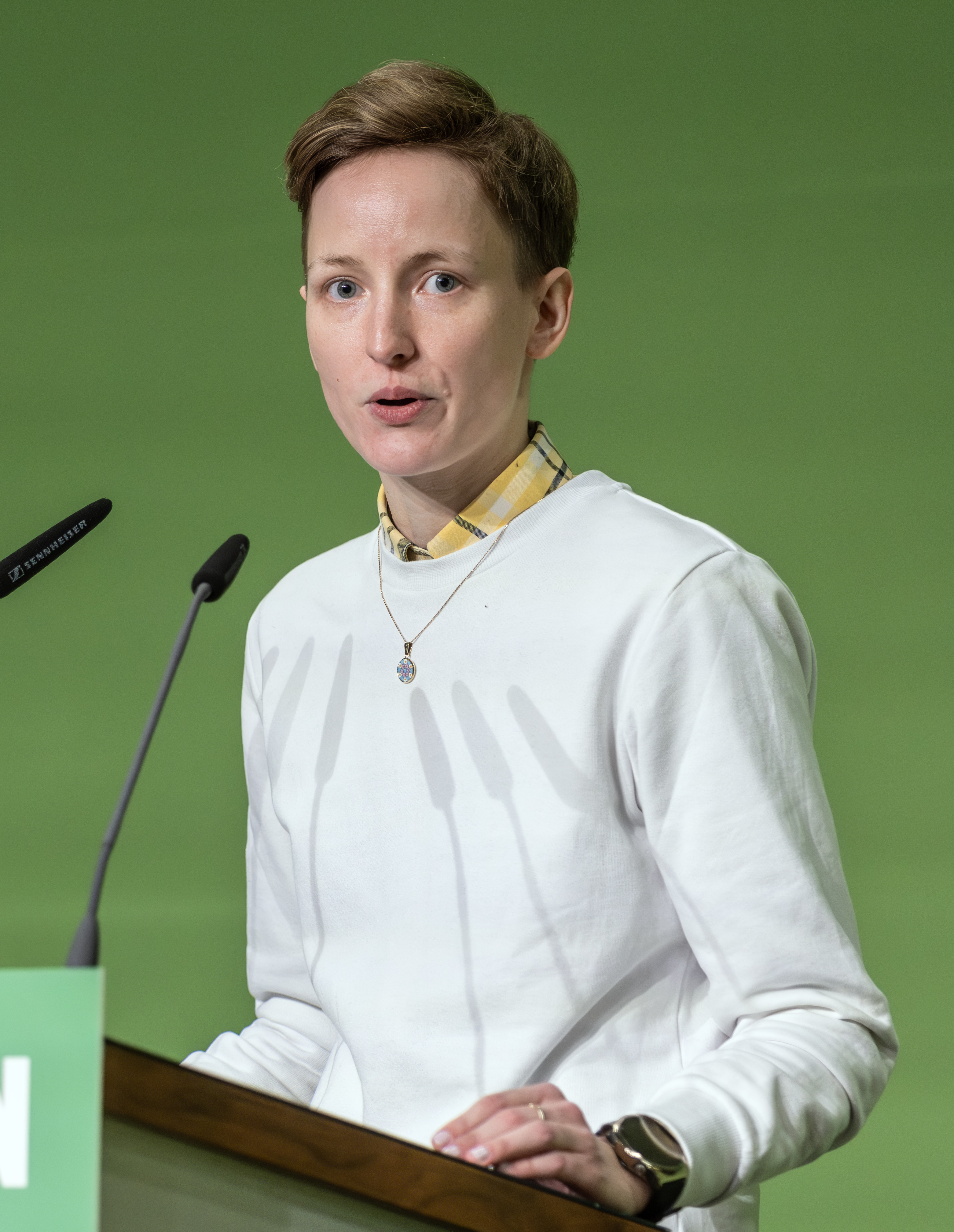
Rebecca Lenhard, 2024

Rebecca Lenhard (* 24. Mai 1995 in Forchheim) ist eine deutsche Politikerin (Bündnis 90/Die Grünen). Bei der Bundestagswahl 2025 wurde sie über die Landesliste Bayern in den 21. Deutschen Bundestag gewählt.

## Leben
Nach ihrem Schulabschluss begann Lenhard an der FAU Nürnberg-Erlangen ein Informatikstudium, das sie 2019 mit einem Bachelorabschluss beendete. Daraufhin begann sie, im IT-Bereich als Beraterin und Projektmanagerin zu arbeiten. Daneben nahm sie 2022 ein Studium der Kommunikationspsychologie an der IU auf.
Sie ist unter anderem Mitglied bei der IG Metall und dem Verein Mensa in Deutschland.

## Politik
Lenhard trat 2019 in die Partei Bündnis 90/Die Grünen ein. In der Folge erlebte sie in Nürnberg einen raschen Aufstieg: Im selben Jahr noch wurde sie Mitglied im Kreisvorstand Nürnberg-Nord. Im Mai 2022 wurde sie gemeinsam mit Marie Hartz zur Kreisvorsitzenden der Grünen in Nürnberg gewählt.
Nachdem die lokale Bundestagsabgeordnete Tessa Ganserer im Oktober 2024 angekündigt hatte, sich bei der nächsten Bundestagswahl nicht mehr um ein Mandat zu bewerben, erklärte Lenhard ihre Kandidatur für ein Direktmandat im Bundestagswahlkreis Nürnberg-Nord. Im November 2024 wurde sie von ihrer Partei offiziell als Direktkandidatin nominiert. Daneben kandidierte sie auf Platz 11 der Landesliste in Bayern. Bei der Bundestagswahl 2025 erreichte sie 21,6 % der Erststimmen, unterlag aber Sebastian Brehm von der CSU, der 30,2 % erhalten hatte. Sie erlangte jedoch über die Landesliste ein Abgeordnetenmandat für den Deutschen Bundestag.
Im 21. Deutschen Bundestag ist Lenhard Mitglied im Ausschuss für Digitales und Staatsmodernisierung sowie stellvertretendes Mitglied im Innenausschuss sowie im Ausschuss für Wirtschaft und Energie. Lenhard ist Sprecherin der Bündnis 90/Die Grünen-Bundestagsfraktion für den Bereich Digitales und Staatsmodernisierung.